# Новгородковский район

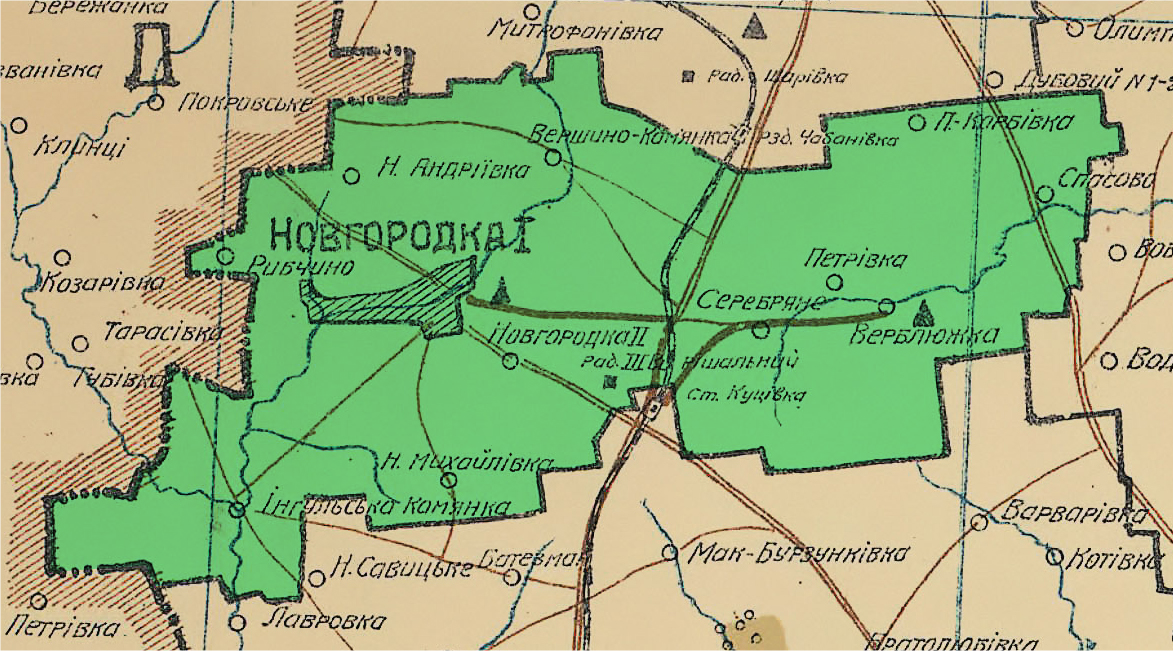
Новгородковский район в границах 1935 года

Новгоро́дковский райо́н (укр. Новгородківський район) — упразднённая административная единица Кировоградской области Украины. Административный центр — посёлок городского типа Новгородка.

## История
Образован в 1923 году на территории бывших Ингуло-Каменской и Новгородковской волостей Александрийского уезда и вошёл в состав Александрийского округа Екатеринославской губернии. В 1925 году Александрийский округ был упразднён и район вошёл в состав Зиновьевского округа Одесской губернии. В 1930 году губернии в УССР были расформированы и район перешёл в прямое подчинение руководству республики. Тогда же, в связи с ликвидацией Зиновьевского района, в состав Новгородковского района вошли Рыбчинский и Червоноярский сельские советы. В 1931 году Новгородковский район был упразднён, его территория вошла в состав Новопражского района.
В 1935 году район был восстановлен и был включён в состав Днепропетровской области. Позже, в том же году в состав района был передан Ингуло-Каменский сельсовет Долинского района, а Вовчинский сельский совет был передан в Петровский район. Постановлением ЦИК СССР от 22 сентября 1937 года Новогородковский район был переведён в состав Николаевской области Украинской ССР. Указом Президиума Верховного Совета СССР от 10 января 1939 года Новгородковский район включён в состав образованной этим же указом Кировоградской области в составе Украинской ССР.
В 1962 году, в ходе укрупнения районов в Украинской ССР, территория Новгородковского района была разделена между Долинским, Кировоградским и Петровским районами, однако уже в 1965 году Новгородковский район вновь был восстановлен.
17 июля 2020 года в результате административно-территориальной реформы район вошёл в состав Кропивницкого района, на его территории была сформирована Новгородковская поселковая община.

## Состав района
На момент упразднения в состав района входили следующие населённые пункты:
- Новгородковский поселковый совет:
  - Новгородка
  - Великая Чечелиевка
  - Воронцовка
- Верблюжский сельский совет:
  - Верблюжка
- Вершино-Каменский сельский совет:
  - Вершино-Каменка
- Ингуло-Каменский сельский совет:
  - Ингуло-Каменка
- Куцовский сельский совет:
  - Белозёрное
  - Куцовка
  - Просторное
  - Ручайки
  - Сотницкое
- Миторофановский сельский совет:
  - Митрофановка
- Новоандреевский сельский совет:
  - Бережинка
  - Весёлое
  - Новоандреевка
  - Перше Травня
  - Рыбчино
- Новониколаевский сельский совет:
  - Новониколаевка
  - Спильное
- Петрокорбовский сельский совет:
  - Белополь
  - Дубовка
  - Корбониколаевка
  - Петрокорбовка
- Спасовский сельский совет:
  - Спасово
- Тарасовский сельский совет:
  - Козыревка
  - Ольговка
  - Тарасовка